# Taghmon
Taghmon (iriska: Teach Munna) är en ort i republiken Irland.   Den ligger i grevskapet Loch Garman och provinsen Leinster, i den sydöstra delen av landet, 120 km söder om huvudstaden Dublin. Taghmon ligger 63 meter över havet och antalet invånare är 623.
Terrängen runt Taghmon är platt. Runt Taghmon är det ganska tätbefolkat, med 54 invånare per kvadratkilometer. Närmaste större samhälle är Wexford, 13,0 km öster om Taghmon. Trakten runt Taghmon består i huvudsak av gräsmarker.